# Othon III de Bavière
Pour les articles homonymes, voir Othon III.
Othon III de Bavière, né le 11 février 1261 et mort le 9 septembre 1312 à Landshut, est un prince issu de la maison de Wittelsbach, fils du duc Henri XIII de Bavière. Il fut, conjointement avec ses frères Louis III et Étienne Ier, duc de Basse-Bavière de 1290 à sa mort et également roi de Hongrie de 1305 à 1308.

## Biographie
Othon III est le fils aîné du duc Henri XIII de Bavière (1235-1290), duc régnant de la Basse-Bavière depuis la partition de 1255, et de son épouse Élisabeth (1236-1271), fille du roi Béla IV de Hongrie. Succédant à son père, il partage le pouvoir avec ses frères cadets Louis III et Étienne Ier. Il entre peu après en conflit avec la maison de Habsbourg, lorsqu'il prend le parti d'Adolphe de Nassau, élu roi des Romains contre Albert d'Autriche en 1292, et cherche, sans succès, à prendre possession du duché de Styrie. Finalement Albert de Habsbourg, élu roi en 1298, gagne la bataille de Göllheim, près du mont Tonnerre dans le Palatinat, le 2 juillet, au cours de laquelle Adolphe lui-même est tué et Othon III blessé.
Après la renonciation de Venceslas III de Bohême au trône de Hongrie lors de l'été 1304, il adopte le nom dynastique Arpad de « Béla V », et tente de s'imposer sur le trône de Hongrie. Il est couronné le 6 décembre 1305 mais en tentant de lutter contre László II Kán, voïvode de Transylvanie l'un des princes territoriaux qui se partagent le pouvoir dans son royaume, il est capturé par ce dernier au cours de l'été 1307. Après des négociations il est livré aux fidèles de Charles Robert d'Anjou-Naples, autre prétendant à la couronne. Othon doit renoncer à la Hongrie et se retirer en Bavière où il règne jusqu'à sa mort. Son fils le duc Henri XV lui succède en Basse-Bavière.

## Union et postérité
En 1279, Otton épouse Catherine de Habsbourg, fille de l'empereur germanique Rodolphe Ier du Saint-Empire. Ils ont deux enfants jumeaux, morts jeunes.
En 1309 Otton épouse en secondes noces Agnès de Głogów (nl) fille du duc Henri III de Głogów. Ils ont deux enfants :
- Agnès de Wittelsbach (1310–1360) ;
- Henri XV de Bavière.